# Wohl dem, der sich auf seinen Gott, BWV 139

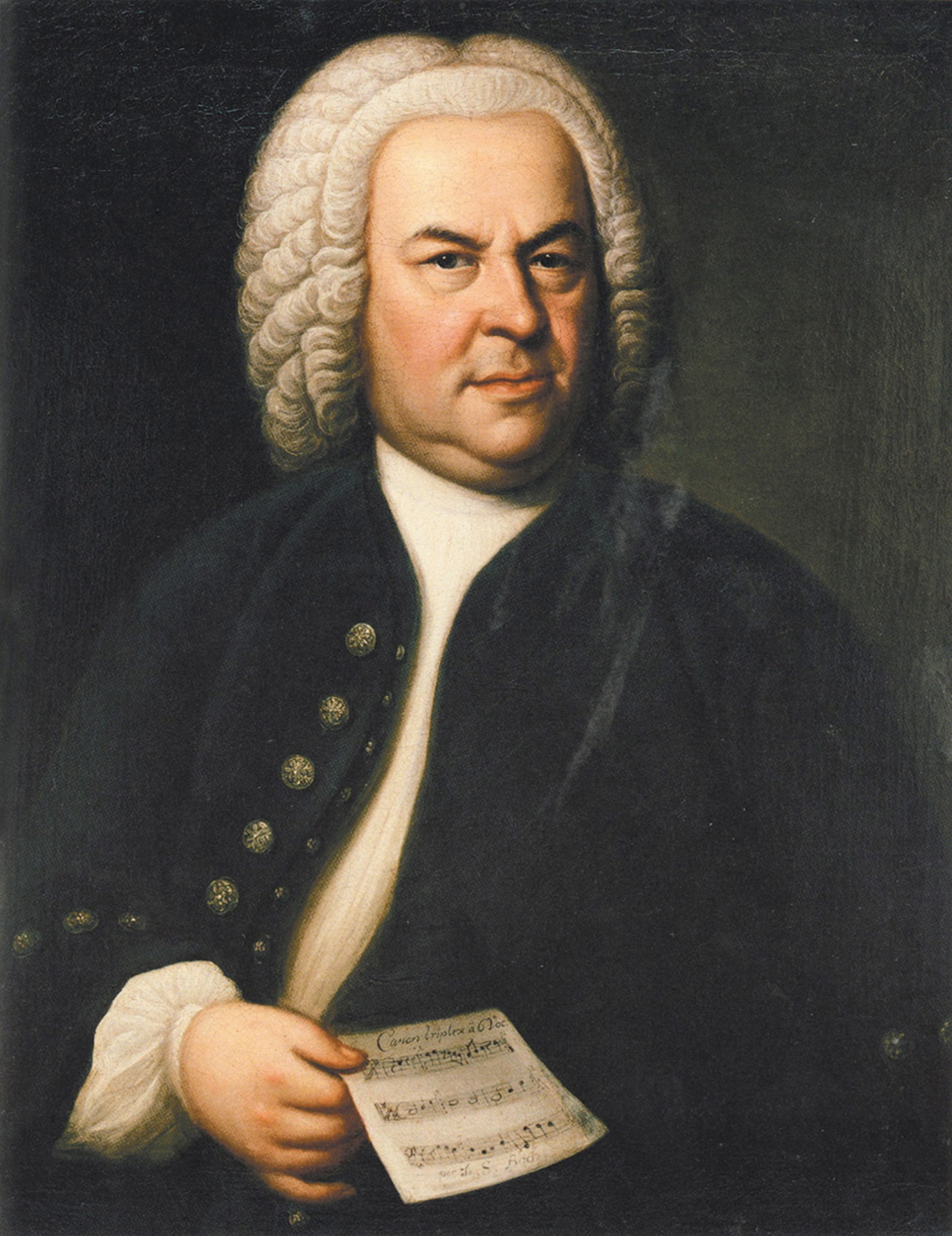
Johann Sebastian Bach, compositor de la cantata.

Wohl dem, der sich auf seinen Gott (Dichoso el que se apoya en su Dios), BWV 139, es una cantata de iglesia compuesta por Johann Sebastian Bach en Leipzig para el vigesimotercer domingo después de la Trinidad y la estrenó el 12 de noviembre de 1724. La cantata coral se basa en el himno de Johann Christoph Rube (1692).

## Historia y texto
Bach compuso la cantata coral en su segundo año en Leipzig para el vigesimotercer domingo después de la Trinidad. Las lecturas prescritas para ese domingo eran de la Epístola a los filipenses, «nuestra conversación está en los cielos» (Filipenses 3:17-21), y del Evangelio de Mateo, la pregunta sobre el pago de impuestos, respondida por Tributo al César... (Mateo 22:15-22). La cantata se basa en el himno en cinco estancias de Johann Christoph Rube (1692), cantado con la melodía de Johann Hermann Schein «Machs mit mir, Gott, nach deiner Güt» (1628). Un poeta desconocido conservó la primera y la última estancioa como movimientos exteriores de la cantata. Derivó los cuatro movimientos interiores como una secuencia de arias y recitativos alternados a partir de las estancias interiores. Basó el segundo movimiento en la segunda estancia, los movimientos cuarto y quinto en las estancias tercera y cuarta, e insertó el tercer movimiento, basado en el Evangelio. Según Hans-Joachim Schulze en Die Welt der Bach-Kantaten (vol. 3), Andreas Stöbel, antiguo corrector de la Thomasschule, es el autor más probable de los textos corales de la cantata, ya que poseía los conocimientos teológicos necesarios, y Bach interrumpió la secuencia de cantatas pocas semanas después de su muerte, el 31 de enero de 1725.
Bach estrenó la cantata el 12 de noviembre de 1724. Volvió a interpretarla entre 1732 y 1735, y entre 1744 y 1747. Para el segundo movimiento, se conserva la parte para un violín obbligato, pero falta la parte de un segundo instrumento obbligato, posiblemente un segundo violín o un oboe de amor.

## Partitura y estructura
La cantata consta de seis movimientos y está compuesta para cuatro  solistas vocales (soprano, contralto, tenor y bajo), un coro a cuatro voces y un conjunto instrumental barroco de dos oboes de amor, dos violines, viola y bajo continuo.
1. Coral: Wohl dem, der sich auf seinen Gott
2. Aria (tenor): Gott ist mein Freund; was hilft das Toben
3. Recitativo (alto): Der Heiland sendet ja die Seinen
4. Aria (bajo): Das Unglück schlägt auf allen Seiten
5. Recitativo (soprano): Ja, trag ich gleich den größten Feind in mir
6. Coral: Dahero Trotz der Höllen Heer!

## Música
El coro de apertura es una fantasía coral. Las cuerdas y los dos oboes de amor tocan música concertante, a la que la soprano canta el cantus firmus, y las voces más graves interpretan el texto, hablando de «la confianza infantil del verdadero creyente» en la primera sección, de «todos los demonios» en la segunda, «él, sin embargo, permanece en paz» en la tercera. La tonalidad es mi mayor, una tonalidad rara y «bastante extrema» en la época de Bach, como señala el musicólogo Julian Mincham: sólo un tercio de las cantatas corales de Bach comienzan en una tonalidad mayor, y sólo dos en mi mayor, la otra Liebster Gott, wenn werd ich sterben?, BWV 8, «una reflexión sobre la muerte y el duelo y una de sus obras más personales».
En el aria del tenor, segundo movimiento, el motivo del primer verso «Gott ist mein Freund» (Dios es mi amigo) aparece una y otra vez en la voz y en los instrumentos. La voz es «más enrevesada» cuando se menciona a los enemigos furiosos y a los Spötter, los que ridiculizan o se burlan.
En el cuarto movimiento, un aria de bajo con violín solista y los oboes de amor al unísono, Bach cambia a la perfección de la música estridente de doble puntillo a «la textura más despreocupada imaginable» en compás de 6
8 para ilustrar el texto «Pero una mano amiga aparece de repente», comparado por John Eliot Gardiner con «la mano tendida de Dios pintada por Miguel Ángel en la Capilla Sixtina».

## Grabaciones
- Bach Cantatas Vol. 5 – Sundays after Trinity II, Karl Richter, Münchener Bach-Chor, Münchener Bach-Orchester, Edith Mathis, Trudeliese Schmidt, Ernst Haefliger, Peter Schreier, Dietrich Fischer-Dieskau, Archiv Produktion 1978
- Die Bach Kantate Vol. 58, Helmuth Rilling, Gächinger Kantorei, Bach-Collegium Stuttgart, Inga Nielsen, Helen Watts, Adalbert Kraus, Philippe Huttenlocher, Hänssler 1980
- J.S. Bach: Das Kantatenwerk · Complete Cantatas · Les Cantates, Folge / Vol. 34 – BWV 136–139, Nikolaus Harnoncourt, Tölzer Knabenchor, Concentus Musicus Wien, soloist of the Tölzer Knabenchor, Paul Esswood, Kurt Equiluz, Robert Holl, Teldec 1982
- J.S. Bach: Cantatas (21st & 23rd Sunday after Trinity) , John Eliot Gardiner, Monteverdi Choir, English Baroque Soloists, Katharine Fuge, Derek Lee Ragin, Julian Podger, Gotthold Schwarz, Soli Deo Gloria 1998
- J.S. Bach: Complete Cantatas Vol. 11, Ton Koopman, Amsterdam Baroque Orchestra & Choir, Lisa Larsson, Annette Markert, Christoph Prégardien, Klaus Mertens, Antoine Marchand 1999
- Bach Edition Vol. 11 – Cantatas Vol. 5, Pieter Jan Leusink, Holland Boys Choir, Netherlands Bach Collegium, Marjon Strijk, Sytse Buwalda, Nico van der Meel, Bas Ramselaar, Brilliant Classics 1999
- J.S. Bach: Cantatas Vol. 28 – Cantatas from Leipzig 1724 – BWV 26, 62, 116, 139, Masaaki Suzuki, Bach Collegium Japan, Yukari Nonoshita, Robin Blaze, Makoto Sakurada, Peter Kooy, BIS 2004
- J.S. Bach: Kantate BWV 139 "Wohl dem, der sich auf seinen Gott", Rudolf Lutz, Schola Seconda Pratica, Susanne Frei, Antonia Frey, Johannes Kaleschke, Ekkehard Abele, Gallus Media 2008